# (2667) Oikawa
(2667) Oikawa (1967 UO) – planetoida z pasa głównego asteroid okrążająca Słońce w ciągu 5,81 lat w średniej odległości 3,23 j.a. Odkryta 30 października 1967 roku.